# Pic fauve
Mulleripicus fulvus
Espèce
Synonymes
- Picus fulvus (protonyme)
- Mülleripicus fulvus

Statut de conservation UICN

 LC  : Préoccupation mineure
Le Pic fauve (Mulleripicus fulvus) est une espèce d'oiseaux de la famille des Picidae, endémique des Célèbes.

## Liste des sous-espèces
- Mulleripicus fulvus fulvus (Quoy & Gaimard, 1830)
- Mulleripicus fulvus wallacei  Tweeddale, 1877